# Juliette de mon cœur
Juliette de mon cœur (titre original en anglais : The Heart of Juliet Jones, signifiant « le cœur de Juliet Jones ») est une bande dessinée américaine réaliste, sous la forme d'un comic strip sentimental, créée en 1953 par Stan Drake (dessin) et Elliot Caplin (en) (texte), un des frères de Al Capp. Frank Bolle (en) en a repris le dessin de 1989 à l'achèvement de la série le 1er janvier 2000.

## La sėrie
L'histoire raconte les aventures sentimentales de Juliette (Juliet dans la version originale), une jeune femme typique de son époque, et de sa jeune sœur Ève (Eve), qui vivent avec leur père, veuf, dans la petite ville américaine de Devon. La série aura un grand succès et durera jusqu'au 1er janvier 2000. À son maximum de popularité elle sera publiée dans 600 journaux différents. À partir de 1984, la série est dessinée par Frank Bolle.
La traduction française de la bande dessinée, diffusée par Opera Mundi, a été publiée dans le quotidien français France-Soir dans les années 1950 et 1960, ainsi que dans le quotidien acadien L'Évangéline jusque dans les années 1970.
La bande dessinée originale fut publié à partir de mars 1953 par King Features, dans le but de concurrencer un autre comic strip très populaire intitulé Mary Worth.

## Personnages
- Juliette (Juliet Jones), l'héroïne de la série. Elle a une trentaine d'années et elle est brune. Elle fait preuve de maturité et a tendance à jouer le rôle de la mère vis-à-vis de sa jeune sœur et à aider son père dans la vie de tous les jours.
- Ève (Eve Jones), la jeune sœur de Juliette. Elle est blonde.
- Howard, le père de Juliette et Ève. Il est veuf.

## Éditions
La maison d'édition américaine Classic Comics Press a entamé la publication de l'intégrale de la série en version originale en plusieurs volumes dont deux sont déjà parus :
- Volume 1, planches initialement parues du 8 mars 1953 au 13 août 1955 (272 pages). Préface de Leonard Starr.
- Volume 2, planches initialement parues du 15 août 1955 au 30 novembre 1957 (264 pages). Préface de Howard Chaykin.
- Volume 3, planches initialement parues du 2 décembre 1957 au 23 janvier 1960 (234 pages). Préface de Bill Sienkiewicz.

La version française de la série a été publiée en albums petit format dans les années 1960. Elle a également été publiée en 1984 par Futuropolis (ancienne maison d'édition) dans la série Copyright en deux tomes.

## Notoriété
- Dans son roman L'Atlantique sud, le scénariste Jérôme Tonnerre évoque la série publiée dans France Soir.

- Dans la bande dessinée Astérix et Cléopâtre, le personnage Amonbofis lit le journal Pharaon-Soir (allusion au journal France-Soir) sur lequel on peut voir un  strip de Isis de mon cœur (allusion à Juliette de mon cœur).